# سرناد (شوبرت)

میزان پنجم تا چهاردهم سرناد شوبرت برای پیانوی تنها.

سِرِناد (به آلمانی: Ständchen) در رِ مینور، نام قطعهٔ چهارم از مجموعهٔ آواز قو (به آلمانی: Schwanengesang‏؛ D. 957) اثر فرانتس شوبرت است. متن شعر این آواز سرودهٔ شاعر آلمانی، لودویگ رِلْشْتاب (به آلمانی: Ludwig Rellstab) است. تاریخ انتشار این مجموعه آواز ۱۸۲۸ (میلادی) (سال درگذشت آهنگساز) است.
اصل قطعه برای پیانو و آواز نوشته شده‌است، اما به دلیل محبوبیت این قطعه تنظیم‌های گوناگونی برای سازهای مختلف ترتیب داده شده‌است. از جمله فرانتس لیست آن را برای پیانوی تنها آوانویسی کرد.* همچنین گاه ویولن جای آوازه‌خوان می‌نشیند.

## متن آلمانی آواز به همراه ترجمهٔ فارسی
| آوازهای من تو را نرم‌نرمک در شب‌هنگام می‌خوانند؛ آن پایین در بیشهٔ خاموش، نازنینا، نزدیکِ من آ!                | Leise flehen meine Lieder Durch die Nacht zu dir; In den stillen Hain hernieder, Liebchen, komm zu mir!         |
| آن پچ‌پچ، خش‌خشِ برگ‌های نازک در ماهتاب است؛ از شنودِ خصمانهٔ خائن بیم مدار عزیزکم.                             | Flüsternd schlanke Wipfel rauschen In des Mondes Licht; Des Verräters feindlich Lauschen Fürchte, Holde, nicht. |
| آیا آوازِ بلبان را می‌شنوی؟ آه! ملتمسانه تو را می‌خوانند، با نغمه‌های شیرینِ آوازشان تو را از بهرِ من می‌خوانند. | Hörst die Nachtigallen schlagen? Ach! sie flehen dich, Mit der Töne süßen Klagen Flehen sie für mich.           |
| ایشان اشتیاقِ دل را می‌فهمند، دردِ عشق را می‌دانند؛ با الحانِ نقره‌ایِ خویش، دل‌های نازک را آرام می‌سازند.         | Sie verstehn des Busens Sehnen, Kennen Liebesschmerz, Rühren mit den Silbertönen Jedes weiche Herz.             |
| بگذار تا اندرون سینهٔ تو را نیز بیاشوبند. دلبرا! مرا بشنو، لرزان به انتظارت نشسته‌ام بیا، شادم کن!          | Laß auch dir die Brust bewegen, Liebchen, höre mich! Bebend harr' ich dir entgegen! Komm, beglücke mich!        |

## بازتاب این اثر در ادبیات فارسی
صادق هدایت در داستان کوتاه «تجلی» از مجموعهٔ سگ ولگرد به این قطعه اشاره کرده‌است:
«ویولن را با احتیاط برداشت، شروع به زدن کرد. سرناد شوبرت بود.»